# Mireille Batamuliza
 (avril 2023).
Mireille Batamuliza est une femme politique rwandaise et militante sociale qui occupe le poste de secrétaire permanente au ministère du Genre et de la Promotion de la Famille (MIGEPROF) depuis novembre 2021,.

## Biographie
Elle est titulaire d'une maîtrise en travail social à l'Université des femmes de Chine en option de direction féminin et développement social, et d'un baccalauréat en science sociale, elle a une formation en soins infirmier.
Avant sa nomination, elle était directrice générale de la promotion de la famille et de la protection des droits de l'enfant depuis août 2020. Elle a également été directrice du départements des affaires sociales au bureau du président. Elle est militante sociale avec huit ans d'expérience de travail avec la Fondation Imbuto, une organisation locale à but non lucratif contribue au développement d'une société saine, éduquée et prospère,.